# Norman Cota

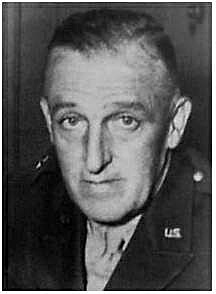
Norman Cota

Norman Daniel („Dutch“) Cota (* 30. Mai 1893 in Chelsea, Massachusetts; † 4. Oktober 1971 in Wichita, Kansas) war ein General der US Army während des Zweiten Weltkrieges.

## Leben
Cota absolvierte seine High-School-Ausbildung an der angesehenen Worcester Academy in Massachusetts und graduierte 1917 an der US Military Academy in West Point, New York.
Während des Krieges war Cota ab 1941 im Stab der 1st Infantry Division („The Big Red One“) tätig, von 1942 bis 1943 als deren Stabschef. Von 1943 bis 1944 war er im Rang eines Brigadier General stellvertretender Kommandeur der 29th Infantry Division. Im Rahmen der Operation Overlord in der Normandie am 6. Juni 1944 (D-Day) war Cota bei der Landung der Alliierten am Omaha Beach maßgeblich am Durchbruch der zunächst von den deutschen Verteidigern am Strand festgenagelten Truppen beteiligt.
Von 1944 bis 1945 kommandierte Cota als Major General die 28th Infantry Division in der Schlacht im Hürtgenwald.
Er nahm 1946 seinen Abschied vom aktiven Dienst und trat 1952 als Leiter des Zivilschutzes der Stadt Philadelphia in den Ruhestand.

## Zitat
„Gentlemen, hier am Strand werden wir getötet. Gehen wir landeinwärts, um dort getötet zu werden.“ (Norman Cota, 6. Juni 1944)

## Film
The Longest Day (dt.: Der längste Tag), USA 1962, mit Robert Mitchum als General Cota.
| Personendaten    | Personendaten                                                     |
| ---------------- | ----------------------------------------------------------------- |
| NAME             | Cota, Norman                                                      |
| ALTERNATIVNAMEN  | Cota, Norman Daniel (vollständiger Name); Cota, Dutch (Spitzname) |
| KURZBESCHREIBUNG | US-amerikanischer Militär, Generalmajor der United States Army    |
| GEBURTSDATUM     | 30. Mai 1893                                                      |
| GEBURTSORT       | Chelsea                                                           |
| STERBEDATUM      | 4. Oktober 1971                                                   |
| STERBEORT        | Wichita                                                           |